# Bushey
Bushey is een plaats in het bestuurlijke gebied Hertsmere, in het Engelse graafschap Hertfordshire. De plaats telt 24.000 inwoners.

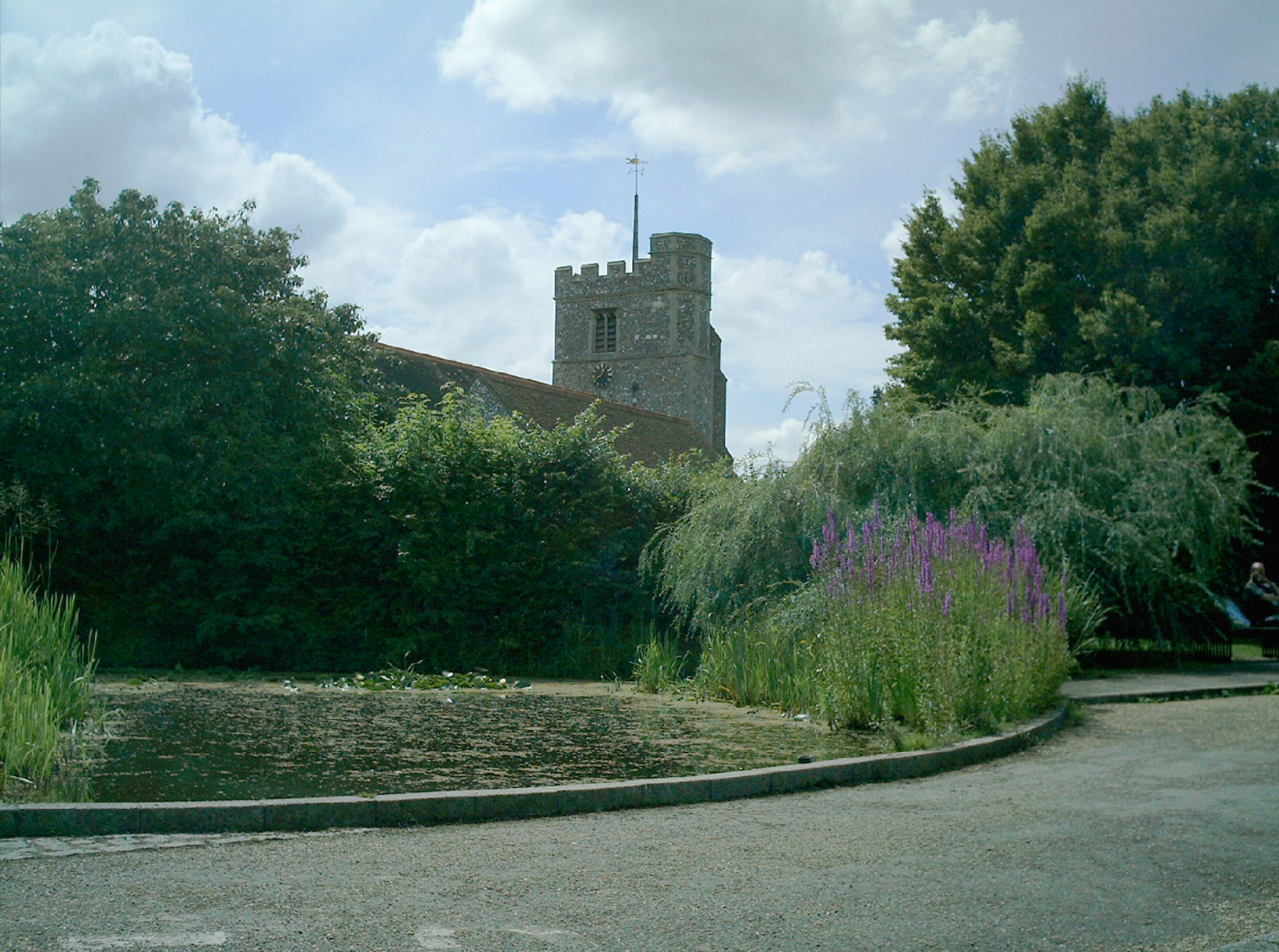
Kerk van St. James
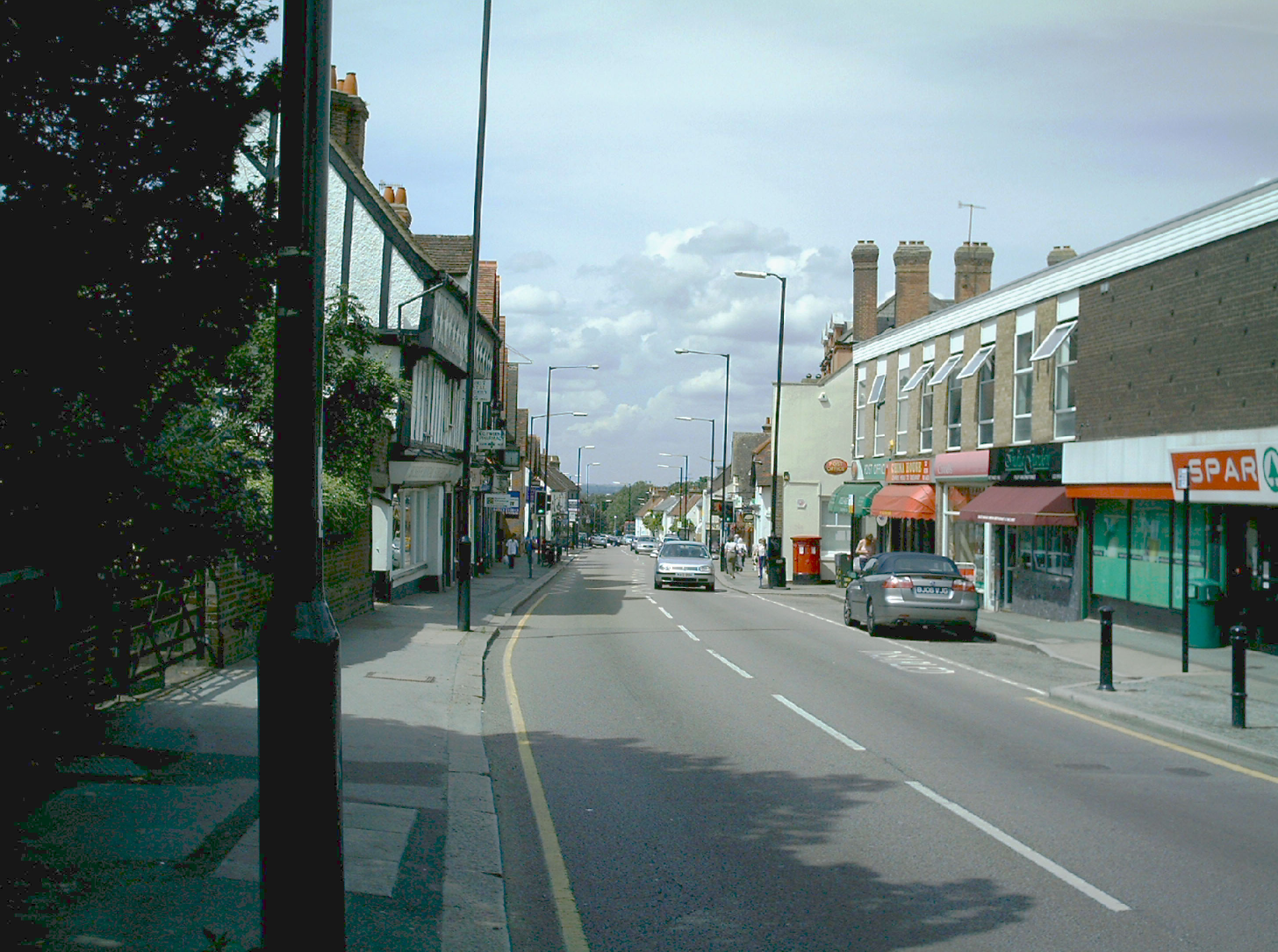
High Street

## Geboren in Bushey
- Divina Galica (1944), alpineskiester en autosportcoureur
- Michael Portillo (1953), politicus en presentator
- Simon le Bon (1958), zanger van Duran Duran